# Rosenbergiodendron
Rosenbergiodendron là một chi thực vật có hoa trong họ Thiến thảo (Rubiaceae).

## Loài
Chi Rosenbergiodendron gồm các loài: